# Lünerkrinne
Lünerkrinne är ett bergspass i Österrike.   Det ligger i distriktet Bludenz och förbundslandet Vorarlberg, i den västra delen av landet, 500 km väster om huvudstaden Wien. Lünerkrinne ligger 2 155 meter över havet. Det ligger vid sjön Lünersee.
Terrängen runt Lünerkrinne är bergig åt nordväst, men åt sydost är den kuperad. Närmaste större samhälle är Bludenz, 11,6 km norr om Lünerkrinne. 
Trakten runt Lünerkrinne består i huvudsak av gräsmarker. Runt Lünerkrinne är det ganska glesbefolkat, med 47 invånare per kvadratkilometer.